# Andrew Rice
Andrew James Rice (Redhill, 4 maggio 1980) è un ex cestista australiano con cittadinanza britannica, professionista in Europa e in Oceania.